# Johann Heinrich Blasius
Johann Heinrich Blasius (7 de octubre de 1809 - 26 de mayo de 1870) fue un ornitólogo alemán. En 1836, fue nombrado director de un museo en Braunschweig, Brunswick.

## Obra
- 1840. Die Wirbelthiere Europa’s (con Alexander Graf Keyserling).
- 1844. Reise im europäischen Rußland in den Jahren 1840 und 1841. 2 vols.
- 1857: Naturgeschichte der Säugethiere Deutschlands. Auch Fauna der Wirbelthiere Deutschlands.

## Abreviatura (zoología)
La abreviatura Blasius  se emplea para indicar a Johann Heinrich Blasius como autoridad en la descripción y taxonomía en zoología.